# Kerstin Tzscherlich
Kerstin Tzscherlich est une ancienne joueuse allemande de volley-ball née le 15 février 1978 à Freital. Elle mesure 1,79 m et jouait au poste de libero. Elle a totalisé 373 sélections en équipe d'Allemagne.

## Clubs
| Club        | De        | À         |
| ----------- | --------- | --------- |
| Dresdner SC | 1990-1991 | 1995-1996 |
| Dresdner SC | 2009-2010 | 2012-2013 |

## Palmarès

### Équipe nationale
- Championnat d'Europe
  - Finaliste : 2011.

### Clubs
- Challenge Cup
  - Vainqueur : 2010.
- Championnat d'Allemagne
  - Vainqueur : 1999, 2007.
  - Finaliste : 2002, 2008, 2011, 2012, 2013.
- Coupe d'Allemagne
  - Vainqueur : 1999, 2002, 2010.
  - Finaliste : 2007, 2009.

### Distinctions individuelles
- Grand Prix Mondial de volley-ball 2009: Meilleure libero.
- Championnat d'Europe de volley-ball féminin 2009: Meilleure réceptionneuse.